# Tripletový stav

Příklady atomů v singletovém, dubletovém a tripletovém stavu

Tripletový stav je kvantový stav systému, jehož spin S je roven 1. Název pochází ze skutečnosti, že zde existují tři možné projekce spinu na danou osu mS = −1, 0, nebo +1.
Triplet vzniká v případech, kdy se spojí spiny dvou nespárovaných elektronů, kde má každý spin s = 1/2, za vzniku celkového spinu S = 1; tím se liší od (častějšího) případu, kdy jsou spiny elektronů uspořádány opačně a výsledný součet S je 0, tehdy jde o singletový stav. Za běžných podmínek je většina molekul singletová, protože jsou všechny jejich elektrony spárované; výjimkou je například molekulární kyslík.
Za pokojové teploty O2 vytváří triplet, který může do chemických reakcí vstoupit pouze po přeměně na singlet, což jej činí kineticky stabilním, i když jde z termodynamického hlediska o jedno z nejsilnějších oxidačních činidel. Do singletového stavu se může dostat fotochemickou nebo tepelnou aktivací, a poté je i kineticky silným oxidantem.

## Dvě částice se spinem 1/2
V systémech obsahujících dvě částice se spinem 1/2, například proton a elektron, ve vodíku v základním stavu, může mít každá z těchto částic spin orientovaný směrem nahoru nebo dolů, takže se celý systém může nacházet ve čtyřech různých stavech:
{\displaystyle \uparrow \uparrow ,\uparrow \downarrow ,\downarrow \uparrow ,\downarrow \downarrow }
Přesněji:
{\displaystyle |s_{1},m_{1}\rangle |s_{2},m_{2}\rangle =|s_{1},m_{1}\rangle \otimes |s_{2},m_{2}\rangle ,}
kde {\displaystyle s_{1}} a {\displaystyle s_{2}} jsou spiny těchto částic a {\displaystyle m_{1}} a {\displaystyle m_{2}} jejich projekce na osu z. Protože se základní stavy částic se spinem 1/2, {\textstyle \left|{\frac {1}{2}},m\right\rangle } rozprostírají v dvourozměrném prostoru, tak kombinace {\textstyle \left|{\frac {1}{2}},m_{1}\right\rangle \left|{\frac {1}{2}},m_{2}\right\rangle } zabírají čtyři rozměry.
S využitím těchto parametrů lze spočítat celkový spin a jeho projekci na definovanou osu pomocí pravidel pro sčítání momentů hybnosti v kvantové mechanice pomocí Clebschových–Gordanových koeficientů.
Obecně platí:
{\displaystyle |s,m\rangle =\sum _{m_{1}+m_{2}=m}C_{m_{1}m_{2}m}^{s_{1}s_{2}s}|s_{1}m_{1}\rangle |s_{2}m_{2}\rangle }
po substituci ve čtyřech základních stavech
{\displaystyle {\begin{aligned}\left|{\frac {1}{2}},+{\frac {1}{2}}\right\rangle \ \otimes \left|{\frac {1}{2}},+{\frac {1}{2}}\right\rangle \ &{\text{ by }}(\uparrow \uparrow ),\\\left|{\frac {1}{2}},+{\frac {1}{2}}\right\rangle \ \otimes \left|{\frac {1}{2}},-{\frac {1}{2}}\right\rangle \ &{\text{ by }}(\uparrow \downarrow ),\\\left|{\frac {1}{2}},-{\frac {1}{2}}\right\rangle \ \otimes \left|{\frac {1}{2}},+{\frac {1}{2}}\right\rangle \ &{\text{ by }}(\downarrow \uparrow ),\\\left|{\frac {1}{2}},-{\frac {1}{2}}\right\rangle \ \otimes \left|{\frac {1}{2}},-{\frac {1}{2}}\right\rangle \ &{\text{ by }}(\downarrow \downarrow )\end{aligned}}}
vyjdou možné hodnoty celkového spinu. Tři stavy mají celkový spinový moment hybnosti 1
{\displaystyle \left.{\begin{array}{ll}|1,1\rangle &=\;\uparrow \uparrow \\|1,0\rangle &=\;{\frac {1}{\sqrt {2}}}(\uparrow \downarrow +\downarrow \uparrow )\\|1,-1\rangle &=\;\downarrow \downarrow \end{array}}\right\}\quad s=1\quad \mathrm {(triplet)} }
a jsou tak symetrickými triplety, čtvrtý vykazuje celkový spinový moment hybnosti 0
{\displaystyle \left.|0,0\rangle ={\frac {1}{\sqrt {2}}}(\uparrow \downarrow -\downarrow \uparrow )\;\right\}\quad s=0\quad \mathrm {(singlet)} }
a je antisymetrickým singletem. Ve výsledku tak kombinace dvou částic se spinem 1/2 může vytvořit výsledný spin 1 v tripletovém nebo 0 v singletovém stavu.